# Osmunda virginica
Osmunda virginica là một loài dương xỉ trong họ Osmundaceae. Loài này được L. mô tả khoa học đầu tiên năm 1767.
Danh pháp khoa học của loài này chưa được làm sáng tỏ. 